# Ariane 5 ESC A
Ariane 5 ESC A (Etage Supérieur Cryogénique-A) — ostatni, ucieczkowy człon rakiet nośnych Ariane 5 ECA. Wykorzystuje mieszankę ciekłego tlenu i ciekłego wodoru. Od swojego odpowiednika w rakiecie Ariane 5G różni się tym, że używa silnika i zbiornika tlenu z rakiety Ariane 4 i tym, że posiada nowy zbiornik wodoru. Oba zbiorniki wykonane są ze stopów aluminium. Łącznik z poprzednim stopniem (Inter Stage Structure) zbudowany jest z kompozytu węglowego wzmocnionego aluminium w formie płyt komórkowych (struktura plastra miodu).

## Producenci
Głównym producentem wytwarzającym ESC A jest konsorcjum EADS. W produkcji poszczególnych podzespołów bierze udział również wiele innych firm:
- zbiorniki paliwa i główne podzespoły
  - EADS (główny wykonawca), Alcatel Denmark, Aljo, Dassault Aviation, Franke, Industria, Moog, Rellumix, Raufoss, Walther, Witzemann, Zeppelin
- osłona aerodynamiczna
  - Contraves Space (główny wykonawca), EADS, Dassault, F&W Emnen, Framatome, Raufoss
- adaptery ładunku
  - EADS (główny wykonawca), Saab Ericsson Space
    - adaptery Speltra i Sylda 5
      - EADS (główny wykonawca), Dassault, Framatome, HRE, Nammo, EIS
- komora ładunkowa członu
  - EADS (główny wykonawca), Alcatel Denmark, Alcatel ETCA, Crisa, Dassault, Framatome, In-Snec, Raufoss, Saab Ericsson Space, Thales, Thomson Hybrides